# Federația Portugheză de Fotbal
Federația Portugheză de Fotbal (portugheză Federação Portuguesa de Futebol pronunție în portugheză [fɨðɨɾɐˈsɐ̃w puɾtuˈɣezɐ ðɨ futɨˈβɔl], FPF) este forul conducător oficial al fotbalului în Portugalia. Este afiliată la FIFA din 1923 și la UEFA din 1954.